# زبان‌های حقیقت
زبان‌های حقیقت (انگلیسی: Languages of Truth) کتابی از مجموعه مقالات سلمان رشدی است که در ماه مه ۲۰۲۱ توسط انتشارات راندوم هاوس منتشر شد.

کتاب دربرگیرنده مقالاتی است که رشدی بین سال‌های ۲۰۰۳ تا ۲۰۲۰ نوشته‌است. بسیاری از این مقالات که پیش‌تر در جایی به چاپ نرسیده بودند دربارهٔ موضوعات مختلفی هم‌چون ادبیات، فرهنگ، اسطوره‌ها، زبان، مهاجرت و سانسور هستند.